# Ota Filip
Pour les articles homonymes, voir Filip.
Ota Filip (né le 9 mars 1930 à Slezská Ostrava (en) (Tchécoslovaquie), aujourd'hui Ostrava (République tchèque) et mort le 2 mars 2018 à Garmisch-Partenkirchen (Allemagne)) est un romancier et journaliste tchèque naturalisé allemand qui a aussi écrit en allemand.

## Biographie
Ota Filip est né d’un père tchèque qui se déclara Allemand en 1939 et d’une mère polonaise.
Durant la période tchécoslovaque, ses travaux furent censurés et bannis par les autorités, et après l'occupation de son pays par les armées du Pacte de Varsovie en 1968, il fut jugé et emprisonné de 1969 à 1971, ce qui fut la raison pour laquelle il partit en Allemagne de l'Ouest en 1974, s'établissant à Murnau. Il fut naturalisé en 1976.
Ota Filip a travaillé pour l'éditeur S. Fischer Verlag et est membre de l'Académie bavaroise des beaux-arts

## Récompenses
- 1986 : Prix Adalbert-von-Chamisso, prix qui distingue une œuvre écrite et publiée en allemand d'un auteur dont la langue maternelle n'est pas l'allemand.

## Œuvres traduites en français
- Grand-Père et son canon, traduit de l'allemand par Pierre Foucher, Éditions Noir sur Blanc, 2005,  (ISBN 978-2-882-50161-5)[6]
- Comment est né Grand-Père et son canon, traduit de l'allemand par Pierre Foucher[7]
- La Septième biographie. Mémoires romancés (1930-1953), traduit du tchèque par Pierre Foucher [8]
- Un fou dans la ville, Le Seuil, 1974